# Station Czarne Małe
Station Czarne Małe is een spoorwegstation in de Poolse plaats Czarne Małe.